# Janet Blair
Janet Blair (23 de abril de 1921 – 19 de febrero de 2007) fue una actriz cinematográfica y televisiva estadounidense.

## Biografía
Su verdadero nombre era Martha Jane Lafferty, y nació en  Altoona, Pennsylvania. Su nombre artístico deriva del Condado de Blair, en Pennsylvania. Blair empezó a actuar en el cine en 1942 con un contrato con Columbia Pictures. Durante la Segunda Guerra Mundial participó en varias películas de éxito, siendo quizás más recordada por encarnar a la hermana de Rosalind Russell en Mi hermana Elena (1942) y a la mejor amiga de Rita Hayworth en Tonight and Every Night (1945). Al final de la década hubo de abandonar Columbia y no volvió al cine hasta pasados varios años.
En vez de ello, trabajó en la escena tomando el papel de Nellie Forbush en una producción del musical South Pacific, haciendo más de 1.200 representaciones en tres años. 
Actuó en televisión en diferentes shows de variedades, y fue sustituta veraniega de Dinah Shore. Además grabó un álbum titulado Flame Out para el sello Dico. Se trataba de una colección de baladas, entre ellas "Don't Explain" y "Then You've Never Been Blue".
También hizo alguna interpretación dramática, como la que llevó a cabo en el film británico de horror de 1962 Night of the Eagle. Su última actuación televisiva tuvo lugar en 1991 en un capítulo de Murder, She Wrote.
Janet Blair falleció en 2007 a causa de las complicaciones de una neumonía en el St. John's Health Center de Santa Mónica (California). Tenía 85 años de edad.       
Blair se había casado en dos ocasiones: la primera con el músico Lou Busch, del cual se divorció, y la segunda con  Nick Mayo, con el que tuvo dos hijos, Andrew y Amanda.

## Actuaciones

### Cine
- Three Girls About Town (1941)
- Blondie Goes to College (1942)
- Two Yanks in Trinidad (1942)
- Broadway (1942)
- Mi hermana Elena (1942)
- Something to Shout About (1943)

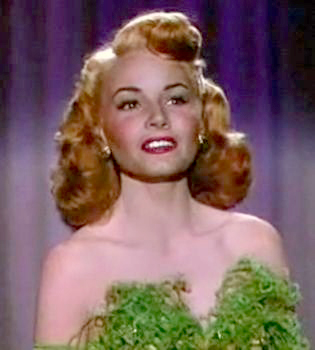
Escena de Tonight and Every Night (1945).

- Once Upon a Time (Érase una vez) (1944)
- Tonight and Every Night (Esta noche y todas las noches) (1945)
- Tars and Spars (1946)
- Gallant Journey (1946)
- The Fabulous Dorseys (1947)
- I Love Trouble (Misterio de una mujer) (1948)
- The Fuller Brush Man (1948)
- The Black Arrow (Corazón de León) (1948)
- Public Pigeon No. One (1957)
- Night of the Eagle (1962)
- Boys' Night Out (Una vez a la semana) (1962)
- The One and Only, Genuine, Original Family Band (1968)
- Won Ton Ton, the Dog Who Saved Hollywood (1979)

### Televisión
- Ford Theatre (1948)
- The Chevrolet Tele-Theatre (1949)
- The Philco Television Playhouse (1949)
- Armstrong Circle Theatre (1954)
- The Elgin Hour (1954)
- The United States Steel Hour (1954)
- A Connecticut Yankee (1955, TV)
- Goodyear Television Playhouse (1955)
- Lux Video Theatre (1955)
- Climax! (1955)
- Front Row Center (1955)
- One Touch of Venus (1955)
- Ford Theatre (1956)
- Screen Directors Playhouse (1956)
- Caesar's Hour (1956-1957)
- Alcoa Theatre (1958)
- Around the World with Nellie Bly (1960 Telefilme)
- The Chevy Mystery Show (1960)
- Shirley Temple's Storybook (1960)
- The Chevy Show (1960-1961)
- The Outer Limits (1963)
- Bob Hope Presents the Chrysler Theatre (1964)
- Destry (1964)
- Burke's Law (1963-1964)
- Ben Casey (1966)
- Marcus Welby, M.D. (1970-1973)
- The Smith Family (1971)
- Switch (1977)
- La Isla de la Fantasía (1980)
- The Love Boat (1982)
- Murder, She Wrote (1991)

### Grabaciones
- Flame Out  Dico. Lanzado en 1959 para coincidir con la película  Burn Witch Burn . Acompañado por Lou Busch, es una colección de baladas nocturnas.